# گری بلکفورد
گری بلکفورد (انگلیسی: Gary Blackford؛ زادهٔ ۲۵ سپتامبر ۱۹۶۸) بازیکن فوتبال اهل بریتانیا است.
از باشگاه‌هایی که در آن بازی کرده‌است می‌توان به باشگاه فوتبال مارگیت، باشگاه فوتبال هندون، باشگاه فوتبال وایتلیف، باشگاه فوتبال سلو تاون، باشگاه فوتبال داگنم و ردبریج، باشگاه فوتبال کرویدون، باشگاه فوتبال بارنت، و باشگاه فوتبال انفیلد ۱۸۹۳ اشاره کرد.